# カンテレNEWS
『カンテレNEWS』（カンテレニュース）は、関西テレビ（カンテレ）で2015年4月5日から放送されているローカルニュース番組の総称である。『産経テレニュースFNN』（2016年3月27日終了）と『FNNニュース』の差し替えタイトルとして使用されているが、すべて関西ローカルのニュースを内包して放送している。

## 放送時間
現在
- 日曜日 6:00 - 6:15
  - 『産経テレニュースFNN』（2016年3月27日まで）→『FNNニュース』（2016年4月3日から）のタイトル差し替え。オープニングとエンディングは音楽も含めて差し替え。
  - 年末年始の『FNNニュース』はオープニング・エンディングとも映像のみ『カンテレNEWS』への差し替えとなり、音楽は『FNNニュース』のものをそのまま流している。また時間帯によっては差し替えない場合もある。

過去
- 日曜日 11:50 - 12:00
  - 2016年3月27日まで『産経テレニュースFNN』のタイトルを差し替えて放送。オープニングとエンディングは音楽も含めて差し替えていた。翌週4月3日からは『FNNスピークWeekend』に変更した。
- 日曜日 23:45 - 23:55
  - 2016年3月27日（28日未明）まで『FNNニュース』のタイトル差し替え。タイトルのみの差し替えで、スポンサーや『FNNニュース』の音楽は差し替えずにネットしていた。エンディング5秒もタイトルのみの差し替えとなっていた。翌週4月3日からは『スポーツLIFE HERO'S』内のローカルニュースコーナーに変更した。

なお、2016年3月27日（26日深夜）まで放送の土曜日最終版（日曜日 0:05 - 0:15〈土曜日深夜〉）の『FNNニュース』については、改変せずにそのまま放送されていた。これは、新聞発表上の番組名としては『すぽると!』と合体した構成（「LIVE2015ニュース&すぽると!」）となっているためである（実際には「ニュース」と「すぽると!」は別番組）。これは東海テレビ放送（東海テレニュースに題名を差し替え）を除く他のFNN系列局でも同様で、タイトル差し替え無しで放送されていた。

## きょうの空模様
朝の『産経テレニュースFNN』→『FNNニュース』のローカル枠で約3分間天気予報として放送している。フジテレビからの全国の天気は放送しない。

## 担当のアナウンサー
関西ローカル枠ニュースは、定年退職後に嘱託契約を結んだアナウンサーを含めて、関西テレビのアナウンサーが日替わりでほぼ全員担当している。ただし、深夜のローカル枠については、曜日・時間帯ごとの担当アナウンサーがほぼ固定されている。また、嘱託契約のアナウンサーを含めて、アナウンサーのテロップは朝は『FNNニュース』のものを、平日深夜は『FNN Live News α』に準じたものを、週末深夜は『すぽると!』に準じたものを使用し名前のみが表示されている。
| 時間帯     | 月       | 火       | 水         | 木       | 金                  | 土       | 日       |
| ---------- | -------- | -------- | ---------- | -------- | ------------------- | -------- | -------- |
| 昼         | 林弘典   | 竹上萌奈 | 中島めぐみ | 豊田康雄 | 山本大貴            | 竹上萌奈 | 秦令欧奈 |
| 夕方       | （なし） | （なし） | （なし）   | （なし） | （なし）            | 竹上萌奈 | 秦令欧奈 |
| 深夜〜早朝 | 服部優陽 | 林弘典   | 堀田篤     | 川島壮雄 | 秦令欧奈/田中友梨奈 | 豊田康雄 | 山本大貴 |